# كانون كيموتو
كانون كيموتو (باليابانية: 木本花音؛ بالكانا: きもと かのん) هي آيدولة يابانية يابانية، ولدت في 11 أغسطس 1997 في آيتشي في اليابان.

## وصلات خارجية
- كانون كيموتو على موقع ميوزك برينز (الإنجليزية)